# AeroLogic
AeroLogic is een Duitse luchtvaartmaatschappij met zijn hoofdkantoor in Schkeuditz nabij Leipzig in de deelstaat Saksen. Het is een joint venture tussen DHL Express en Lufthansa Cargo. De vliegtuigen worden door de week voornamelijk ingezet voor DHL Express en in het weekend voor Lufthansa Cargo en opereren vanaf de luchthavens Leipzig/Halle en Frankfurt am Main.

## Geschiedenis
Het bedrijf is opgericht op 12 september 2007 en de operatie begon op 29 juni 2009.

## Bestemmingen
De operatie kan globaal in twee opgedeeld worden. Van maandag tot vrijdag wordt er voornamelijk naar Azië gevlogen voor DHL Express en in het weekend naar de Verenigde Staten voor Lufthansa Cargo.
| Stad              | Land                         | Vliegveld                                          | Opmerking |
| ----------------- | ---------------------------- | -------------------------------------------------- | --------- |
| Brussel           | België                       | Brussel Zaventem                                   |           |
| Frankfurt         | Duitsland                    | Frankfurt am Main                                  | Hub       |
| Leipzig           | Duitsland                    | Leipzig/Halle                                      | Hub       |
| Nottingham        | Verenigd Koninkrijk          | East Midlands Airport                              |           |
| Stavanger         | Noorwegen                    | Stavanger Sola                                     |           |
| Toronto           | Canada                       | Toronto Pearson International Airport              |           |
| Anchorage         | Verenigde Staten             | Internationale luchthaven Ted Stevens Anchorage    |           |
| Atlanta           | Verenigde Staten             | Hartsfield-Jackson Atlanta International Airport   |           |
| Chicago           | Verenigde Staten             | O'Hare International Airport                       |           |
| Cincinnati        | Verenigde Staten             | Cincinnati/Northern Kentucky International Airport |           |
| Dallas/Fort Worth | Verenigde Staten             | Dallas/Fort Worth International Airport            |           |
| Houston           | Verenigde Staten             | George Bush Intercontinental Airport               |           |
| Los Angeles       | Verenigde Staten             | Los Angeles International Airport                  |           |
| New York          | Verenigde Staten             | John F. Kennedy International Airport              |           |
| Seattle           | Verenigde Staten             | Seattle-Tacoma International Airport               |           |
| Manama            | Bahrein                      | Internationale luchthaven van Bahrein              |           |
| Dubai             | Verenigde Arabische Emiraten | Dubai International Airport                        |           |
| Tasjkent          | Oezbekistan                  | Islam Karimov Tashkent International Airport       |           |
| Bangalore         | India                        | Luchthaven Kempegowda                              |           |
| Chennai           | India                        | Chennai International Airport                      |           |
| Mumbai            | India                        | Chhatrapati Shivaji International Airport          |           |
| Hayderabad        | India                        | Hyderabad Rajiv Gandhi International Airport       |           |
| Milaan            | Italië                       | Internationale luchthaven Milano-Malpensa          |           |
| Bangkok           | Thailand                     | Internationale Luchthaven Suvarnabhumi             |           |
| Ho Chi Minhstad   | Vietnam                      | Internationale luchthaven Tan Son Nhat             |           |
| Hanoi             | Vietnam                      | Internationale Luchthaven Nội Bài                  |           |
| Singapore         | Singapore                    | Internationale luchthaven Changi                   |           |
| Hong Kong         | Hong Kong SAR                | Internationale luchthaven Hongkong                 |           |
| Shanghai          | China                        | Luchthaven Shanghai Pudong                         |           |
| Shenzen           | China                        | Internationale luchthaven Shenzhen Bao'an          |           |
| Guangzhou         | China                        | Internationale luchthaven Guangzhou Baiyun         |           |
| Seoul             | Zuid-Korea                   | Incheon International Airport                      |           |
| Tokyo             | Japan                        | Luchthaven Narita                                  |           |

## Vloot
In september 2022 had AeroLogic de volgende vloot:
| Type        | In gebruik | Orders |
| ----------- | ---------- | ------ |
| Boeing 777F | 21         | —      |
| Total       | 21         | —      |